# Литене
Ли́тене (латыш. Litene) — населённый пункт в Гулбенском крае Латвии. Административный центр Литенской волости. Находится на берегу реки Педедзе. Рядом проходят региональные автодороги P35 (Гулбене — Балвы — Виляка — российская граница) и P43 (Литене — Алуксне). Расстояние до города Гулбене составляет около 18 км. По данным на 2021 год, в населённом пункте проживало 663 человекa.

## История
В середине июня 1941 года в летнем войсковом лагере около Литене было расстреляно около 50 бывших военнослужащих Латвийской армии.
В советское время населённый пункт был центром Литенского сельсовета Гулбенского района. В селе располагался колхоз «Литене».